# Gerardo Reichel-Dolmatoff
Gerardo Reichel-Dolmatoff (geb. als Erasmus Gerhard Reichel; * 6. März 1912 in Salzburg, Österreich-Ungarn; † 17. Mai 1994 in Bogotá) war ein Anthropologe, der fast 30 Jahre bei den Tucano-Indianern in Nordwest-Amazonien (Kolumbien) geforscht hat. Er war mitverantwortlich für die Überlieferung der Sprache und der Bräuche und deren Analyse.

## Leben
Reichel war der Sohn des Malers Carl Anton Reichel und dessen Ehefrau Hilde Konstanze Dolmatoff. Er verbrachte seine Kindheit im so genannten Edelhof in Micheldorf im oberösterreichischen Kremstal. Er besuchte das Gymnasium im Stift Kremsmünster, Linz und Wien. Am 9. September 1931 trat er der NSDAP bei (Mitgliedsnummer 610.232). Außerdem war er 1932 bis 1935 Mitglied der SS. Anschließend studierte er an der Akademie der Bildenden Künste München und ab 1937 an der École du Louvre sowie der Faculté des Lettres der Sorbonne in Paris.
Im Jahr 1939 wanderte Reichel nach Kolumbien aus, dort änderte er seinen Namen in Gerardo Reichel-Dolmatoff. Er nahm 1941 an der ersten ethnologischen Feldstudie teil. Von 1946 bis 1950 war er Präsident des Instituto Ethnológico del Magdalena in Santa Marta. 1952 gründete er zusammen mit seiner Frau Alicia Dussán das Kolumbianische Institut für Anthropologie. 1957 gründeten beide an der Universidad de Cartagena den ersten Lehrstuhl für Anthropologie in Lateinamerika. Im Jahr 1963 gründeten sie die Abteilung für Anthropologie an der Universidad de los Andes in Bogotá. Reichel-Dolmatoff wurde 1968 zum Mitglied der American Academy of Arts and Sciences gewählt, 1976 zum Mitglied der National Academy of Sciences.
Ein besonderes Anliegen war ihm, die geistigen Leistungen der Indianer einem größeren Publikum vertraut zu machen und die „Würde des kolumbianischen Indios zu retten“.

## Schriften (Auswahl)
- People of Aritama ISBN 0-415-33045-9.
- Land of the Elder Brothers ISBN 958-638-323-7.
- Recent Advances in the Archaeology of the Northern Andes ISBN 0-917956-90-7.
- Rainforest Shamans: Essays on the Tukano Indians of the Northwest Amazon ISBN 0-9527302-4-3.
- Yurupari: Studies of an Amazonian Foundation Myth ISBN 0-945454-08-2.
- The Forest Within: The World-view of the Tukano Amazonian Indians ISBN 0-9527302-0-0.
- Indians of Colombia: Experience and Cognition ISBN 958-9138-68-3.
- The Shaman and the Jaguar: A Study of Narcotic Drugs Among the Indians of Colombia ISBN 0-87722-038-7.
- Amazonian Cosmos: The Sexual and Religious Symbolism of the Tukano Indians ISBN 0-226-70732-6.
- Colombia (Ancient Peoples and Places)